# Quartzo fumado

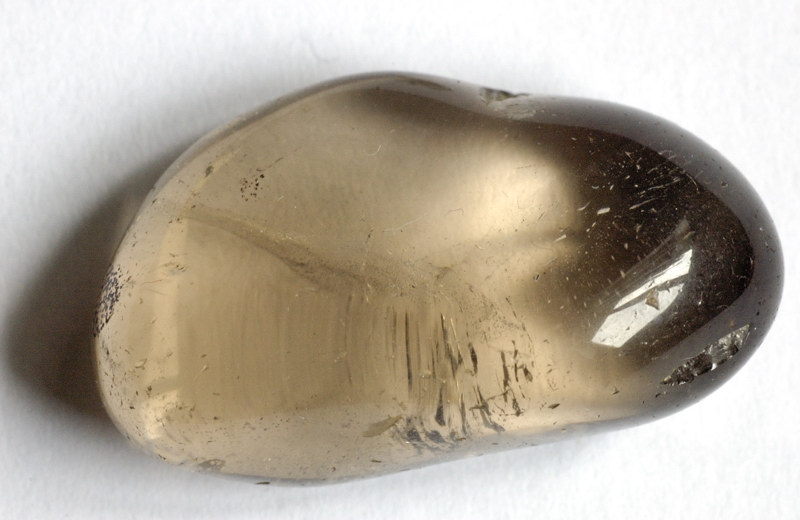
Quartzo fumê

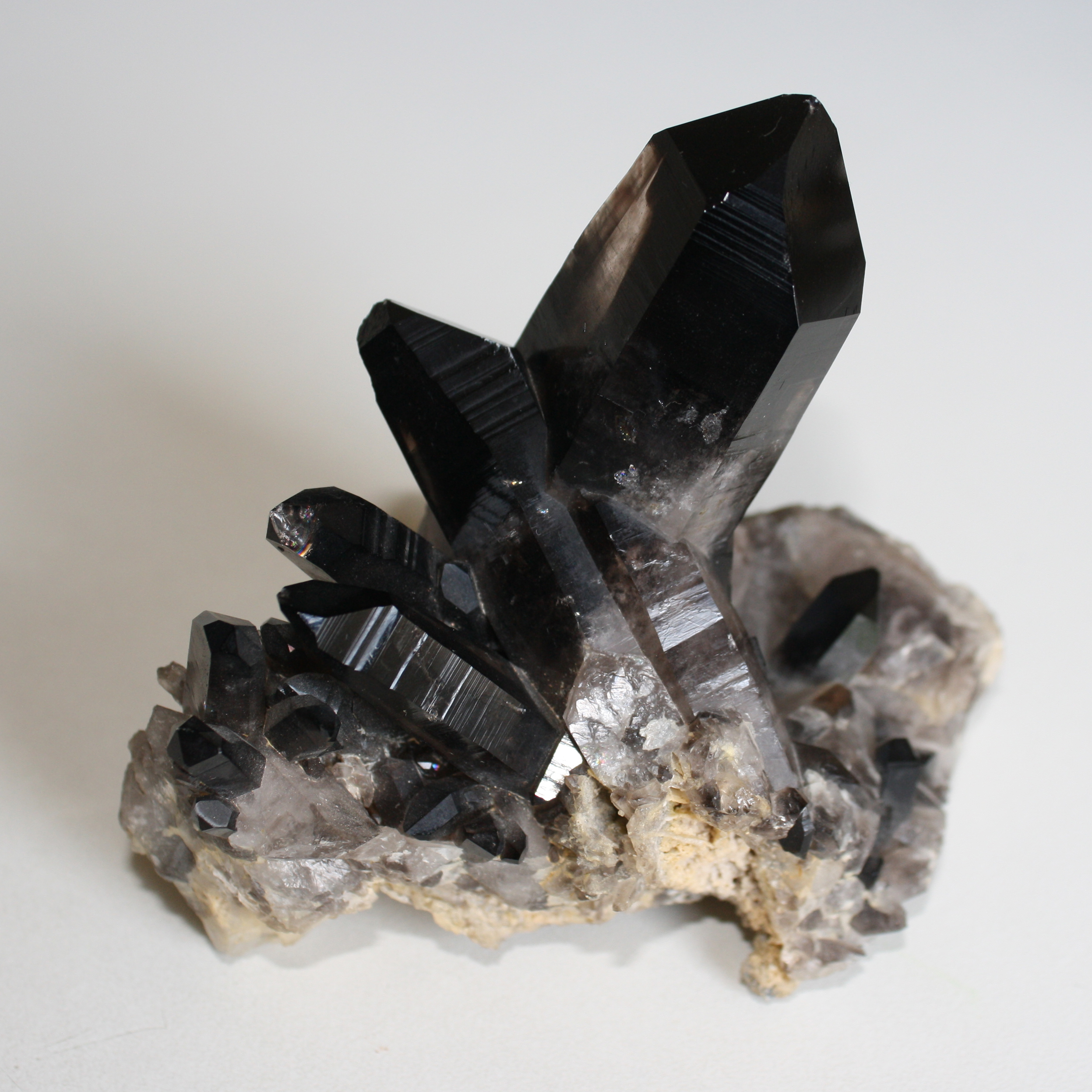
Quartzo fume em formato cristalino

Quartzo fumado (no Brasil, quartzo fumê ou quartzo enfumaçado) é uma variedade de quartzo de cor castanho claro a negro. Estas cores devem-se a radiações emitidas por minerais radioativos ou ainda à presença de matéria orgânica. Quando aquecido pode converter-se em citrino. Na Antiguidade, julgou-se que esta variedade de quartzo continha fumaça no seu interior daí o seu nome. Durante séculos foi uma das pedras preciosas mais talhadas e procuradas, mas hoje em dia é uma gema mágica. O maior produtor mundial desta gema é o Brasil, destacando-se também Madagascar, Rússia, Escócia, Suíça e Ucrânia.